# 阿瓜弗里亞 (亞利桑那州)
阿瓜弗里亞（英語：Agua Fria）是位於美國亞利桑那州馬里科帕縣的一個非建制地區。該地的面積和人口皆未知。

## 地理
阿瓜弗里亞的座標為33°36′20″N 112°18′53″W / 33.60556°N 112.31472°W，而該地的平均海拔高度為342米（即1122英尺）。